# Nueva Granada, Mexiko
Nueva Granada är en ort i Mexiko.   Den ligger i kommunen Tapachula och delstaten Chiapas, i den sydöstra delen av landet, 900 km sydost om huvudstaden Mexico City. Nueva Granada ligger 382 meter över havet och antalet invånare är 701.
Terrängen runt Nueva Granada är kuperad åt nordost, men åt sydväst är den platt. Runt Nueva Granada är det tätbefolkat, med 286 invånare per kvadratkilometer. Närmaste större samhälle är Tapachula, 9,3 km söder om Nueva Granada. I omgivningarna runt Nueva Granada växer huvudsakligen savannskog.